# Raben Steinfeld
Raben Steinfeld ist eine Gemeinde im Landkreis Ludwigslust-Parchim in Mecklenburg-Vorpommern (Deutschland). Sie liegt südöstlich der Landeshauptstadt Schwerin und wird vom Amt Crivitz mit Sitz in Crivitz verwaltet.

## Lage
Raben Steinfeld befindet sich am Südostufer des Schweriner Sees nördlich der Lewitz-Niederung. Umliegende Städte sind Schwerin und Crivitz. Ein Großteil der Gemeinde (fast 50 Prozent) ist bewaldet und Bestandteil eines Natur- und Landschaftsschutzgebietes. Der Ort besteht aus zwei getrennten Ortsteilen. Das Unterdorf liegt südlich der B 321, das Oberdorf beginnt nördlich der Bundesstraße am Auslauf des Charlottenberges und erstreckt sich von dort nach Norden und Westen.

## Geschichte
Raben Steinfeld wurde erstmals urkundlich am 11. Januar 1410 erwähnt, aber bereits 1160 befand sich hier eine deutsche Burg. Der Name setzt sich aus „Raben“ von der Familie von Raben und „Steinfeld“ von den sehr steinigen Feldern der Umgebung (Endmoräne) zusammen.
Nach dem Dreißigjährigen Krieg 1648 kam der Ort zu Mecklenburg, und das Gut ging in herzoglichen Besitz über. 1847 wurde es zum Hausgut der Großherzöge von Mecklenburg-Schwerin. 1881 eröffnete das großherzogliche Gestüt. 1886/1887 wurde das ehemalige Jagdschloss zur großherzoglichen Sommerresidenz umgebaut. Auf Schloss Raben Steinfeld wuchs u. a. Heinrich zu Mecklenburg auf. Mit seiner Frau, der niederländischen Königin Wilhelmina, kam er als Prinz der Niederlande häufig zu Besuch. Wilhelmina liebte „Schloss Steinfeld“, wie sie es nannte. Später diente das Schloss den Großherzoginnen von Mecklenburg auch als Witwenresidenz.
In der Nähe des Ortes an der Stör endete am 2. Mai 1945 der Todesmarsch für 18.000 der insgesamt 33.000 entkräfteten Häftlinge aus dem KZ Sachsenhausen. Noch in der darauffolgenden Nacht ermordeten verbliebene Angehörige der Waffen-SS 71 Häftlinge (Endphaseverbrechen).
Am 3. Mai 1945 begann im Tagesverlauf die kampflose Besetzung von Raben Steinfeld durch die Rote Armee und Soldaten der US-Armee.
Die Stör am Ortsrand und das Ostufer des Schweriner Sees wurde für einige Wochen Demarkationslinie zwischen den Truppen der Sowjetunion und der Westmächte. An der Stör befindet sich seit 1973 eine Mahn- und Gedenkstätte für den Todesmarsch.
Im herzoglichen Schloss wurde 1946 eine Ingenieurschule für Forstwirtschaft gegründet. Sie wurde 1995 geschlossen.

## Bevölkerung
| Jahr | Einwohner |
| ---- | --------- |
| 1990 | 0679      |
| 1995 | 0723      |
| 2000 | 1154      |
| 2005 | 1147      |
| 2010 | 1093      |
| 2015 | 1021      |

| Jahr | Einwohner |
| ---- | --------- |
| 2020 | 1055      |
| 2021 | 1062      |
| 2022 | 1068      |
| 2023 | 1049      |

 Stand: 31. Dezember des jeweiligen Jahres

## Politik

### Gemeindevertretung
Die Gemeindevertretung von Raben Steinfeld besteht aus zehn Mitgliedern. Die Kommunalwahl am 9. Juni 2024 führte bei einer Wahlbeteiligung von 82,1 % zu folgendem Ergebnis:
| Partei / Wählergruppe          | Stimmenanteil 2019 | Sitze 2019 |  | Stimmenanteil 2024 | Sitze 2024 |
| ------------------------------ | ------------------ | ---------- |  | ------------------ | ---------- |
| CDU                            | 60,0 %             | 6          |  | 40,8 %             | 4          |
| Wir für Raben Steinfeld (WfRS) | –                  | –          |  | 34,5 %             | 3          |
| Stark für unser Dorf (SfuD)    | –                  | –          |  | 19,8 %             | 2          |
| SPD                            | 23,8 %             | 2          |  | 05,0 %             | 1          |
| Einzelbewerber Ralf Heinze     | 06,6 %             | 1          |  | –                  | –          |
| Einzelbewerber Frank Salomo    | 05,2 %             | 1          |  | –                  | –          |
| Einzelbewerber Bernd Schöne    | 04,4 %             | –          |  | –                  | –          |
| Insgesamt                      | 100 %              | 10         |  | 100 %              | 10         |

### Bürgermeister
- seit 2019: Klaus-Dieter Bruns

Bei der Bürgermeisterstichwahl am 16. Juni 2019 wurde Bruns mit 52,4 % der gültigen Stimmen gewählt. Bei der Bürgermeisterstichwahl am 23. Juni 2024 wurde er mit 60,2 % der gültigen Stimmen in seinem Amt bestätigt. Seine Amtszeit beträgt fünf Jahre.

### Wappen
| Wappen von Raben Steinfeld | Blasonierung: „In Gold zwischen zwei blauen Flankenpfahlfäden drei schwarze Steine; auf dem mittleren größeren Stein ein flugbereiter, golden bewehrter schwarzer Rabe.“ |
| Wappen von Raben Steinfeld | Wappenbegründung: In dem Wappen stellen der dem Oberwappen der Familie von Rabe(n) entlehnte schwarze Rabe und die Steine als redende Zeichen den bildlichen Bezug zum Gemeindenamen her. Zugleich soll der Rabe an die Adelsfamilie erinnern, die vom Anfang des 15. Jh. bis 1678 die Entwicklung des Ortes bestimmte. Mit den Steinen sollen darüber hinaus die seit der Eiszeit vorhandenen und bis heute von den Menschen vielfältig genutzten Gerölle des Gebietes versinnbildlicht werden. Die Flankenpfahlfäden verweisen auf die Lage der Gemeinde zwischen dem Südende des Schweriner Sees und dem Pinnower See. Das Wappen wurde nach einem Vorschlag des Crivitzers Dr. Klaus Plüschke von der Schwerinerin Viola Westphal gestaltet. Es wurde am 3. August 2000 durch das Ministerium des Innern genehmigt und unter der Nr. 221 der Wappenrolle des Landes Mecklenburg-Vorpommern registriert. |

Die Gemeinde verfügt über keine amtlich genehmigte Flagge.
Das Dienstsiegel zeigt das Gemeindewappen mit der Umschrift „GEMEINDE RABEN STEINFELD“.

## Sehenswürdigkeiten
- Großherzogliches Jagdschloss, Backsteinbau, ehemals auch Sitz des herzoglichen Gestüts, im Stil der Neorenaissance von 1886/1887
- Zwölf Familiengestütswärterhäuser, nach englischem Vorbild zwischen 1863 und 1869 erbaut
- Englischer Landschaftspark mit den 34 Raben Steinfelder Eichen (die stärkste hat einen Umfang von 7,40 Metern).
- Gedenkstein von 1949 vor der Brücke über die Stör zur Erinnerung an die befreiten Häftlinge des Todesmarsches der KZ Sachsenhausen und KZ Ravensbrück vom April 1945
- Mahn- und Gedenkstätte aus dem Jahre 1973 mit Monumentalplastik von Bildhauer Gerhard Thieme, Die Mutter, dazu seit 1976 vier Reliefstelen des gleichen Künstlers
- Gedenkstelle von 1996 an der B 321 im Forst hinter der Autobahnabfahrt von dem Bildhauer Wieland Schmiedel zum Gedenken an die Opfer des Todesmarsches
- Steingarten als Außenstandort der Bundesgartenschau 2009
- Geologisches Museum Raben Steinfeld
- Wasserturm im Park, zu einem Quartier für Fledermäuse umgebaut

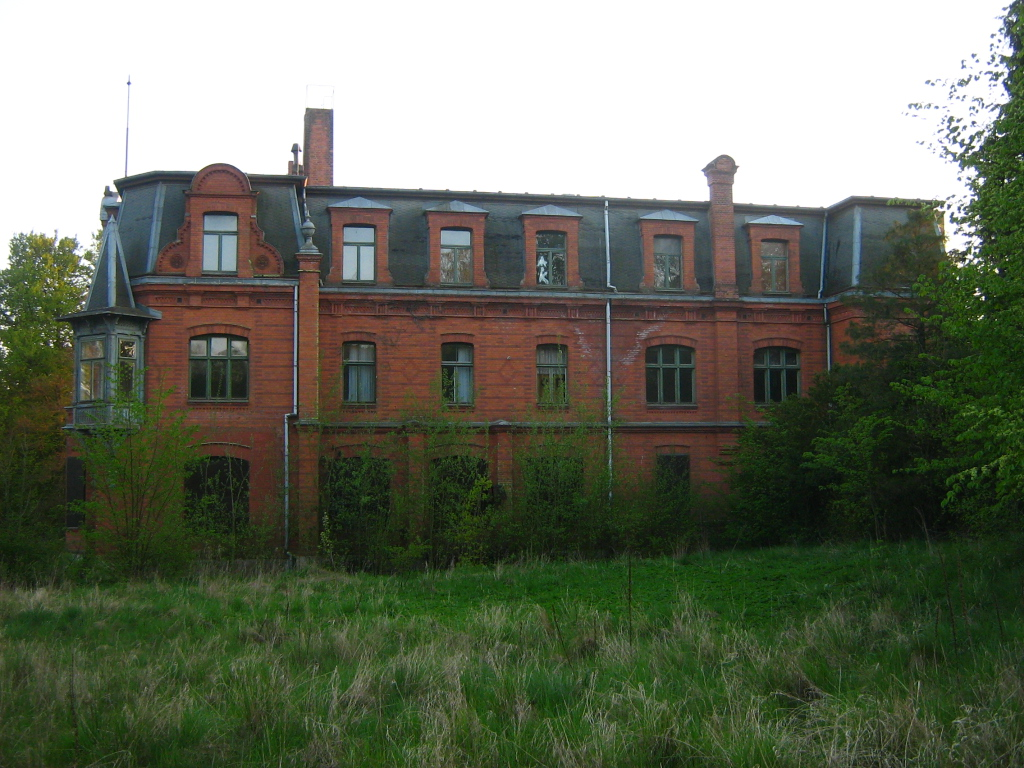
Ehemaliges Jagdschloss
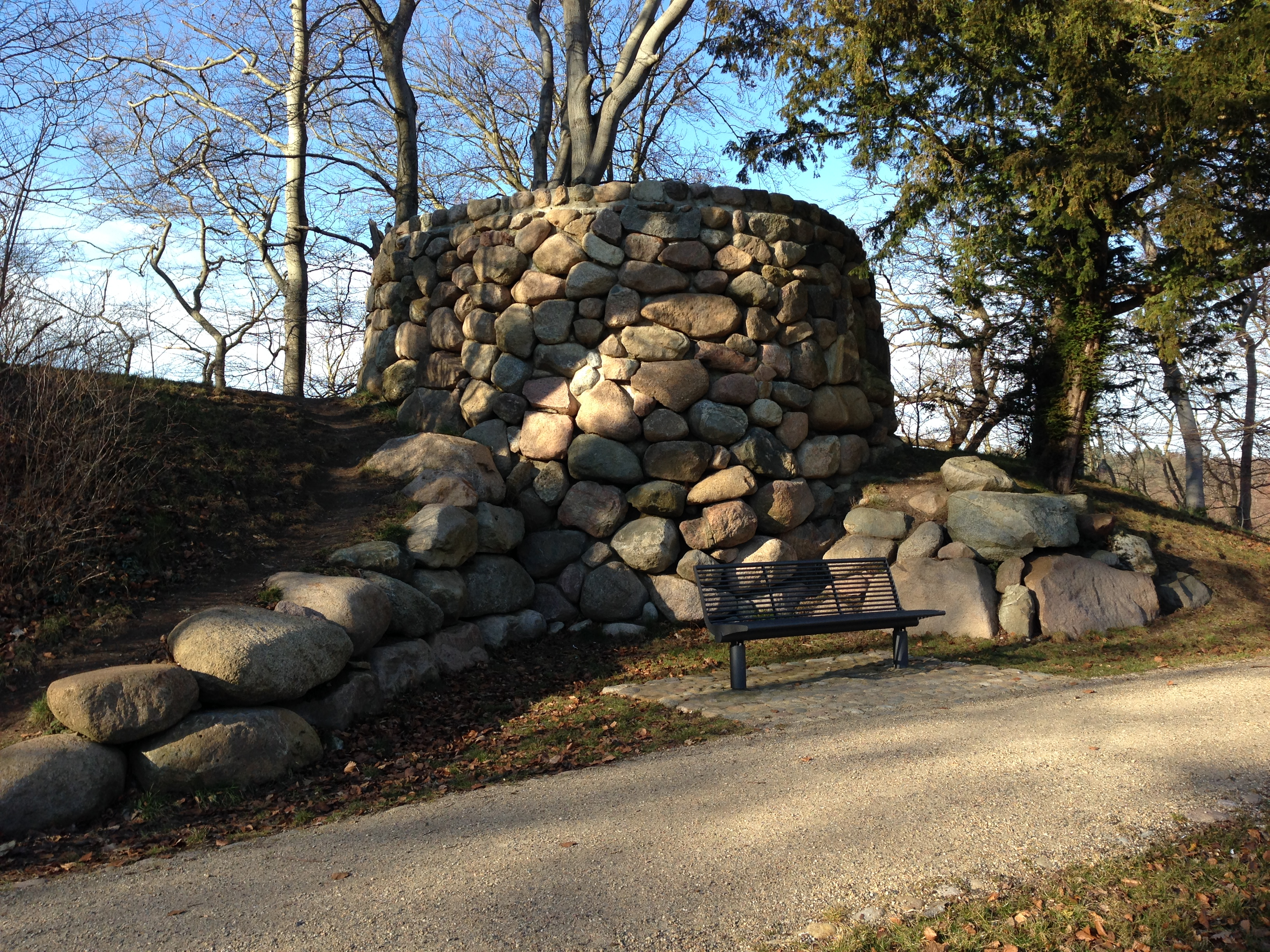
Ehemaliger Wasserturm
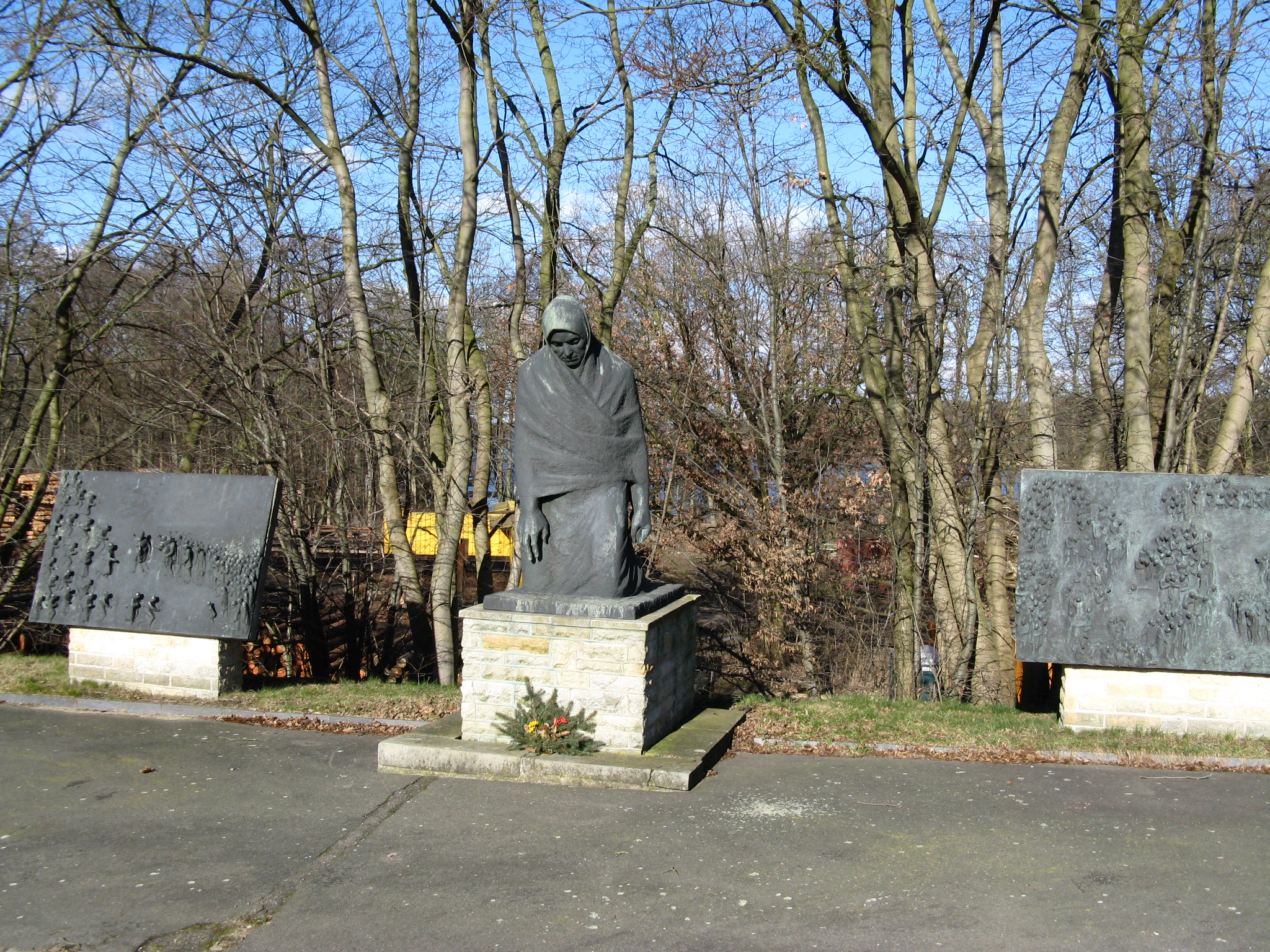
Gedenkstätte Todesmarsch

## Verkehr
Die Gemeinde liegt an der Bundesstraße 321 in unmittelbarer Nähe der Autobahn A 14. Die Anschlussstelle Schwerin Ost ist etwa zwei km entfernt.

## Persönlichkeiten
- Marie von Schwarzburg-Rudolstadt (1850–1922), Großherzogin von Mecklenburg, Witwensitz in Raben Steinfeld
- Friedrich Carl Holtz (1882–1939), Schriftsteller, in Raben Steinfeld geboren
- Karl-Friedrich Olechnowitz (1920–1975), Historiker, in Raben Steinfeld geboren
- Günter Millahn (1930–2018), Forstmann und Autor; 1957–1995 Dozent an der Forstfachhochschule Raben Steinfeld